# 土成町吉田
土成町吉田（どなりちょうよしだ）は、徳島県阿波市の大字。2010年10月1日現在の人口は1,869人、世帯数は569世帯。郵便番号は〒771-1507。

## 地理
阿波市の東部に位置。東から北は土成町宮川内、西は土成町土成、南は吉野町柿原に接する。大部分が平地で、土成町土成とともに旧土成町の農業の中心地である。
土成町土成との境に熊谷川が南に流れ、中央部を阿波用水が西に流れる。

### 河川
- 熊谷川

### 小字
| - 遊塚 - 一の坂 - 一本松の一 - 一本松の二 - 井手ノ下 - 井ノ口 - 牛屋谷 | - 岡の段の一 - 岡の段の二 - 岡ノ山 - 神の木 - 川久保 - 北門 - 御所屋敷の一 | - 御所屋敷の二 - 坂尻 - 笹草の一 - 笹草の二 - 椎ヶ丸 - 芝生の一 - 芝生の二 | - 城根木 - 凉ミ堂 - 千疋ヶ久保 - 谷氏 - 土取 - 寺ノ下 - 出口 | - 中小路 - 中ノ内 - 長瀬 - 梨木原 - 西久保 - 西ノ岡 - 野神 | - 原田市の一 - 原田市の三 - 原田市の二 - 原田市の四 - ハリマタ - 東又 - 姫塚 | - 平井 - 昆沙門の一 - 風呂屋敷 - 山の神 |  |

## 歴史
- 2005年（平成17年）4月1日 - 板野郡土成町が吉野町・阿波郡市場町・阿波町と合併して阿波市となり、住所表記は「板野郡土成町吉田」から「阿波市吉田」となる。
- 2007年（平成19年）1月1日 - 住所表記に「土成町」が復活し、現在の表記となる。

## 施設

阿波市立土成中学校

- 阿波市立土成中学校
- 土成中央公園（三木武夫像）
- 御所神社
- 神宮寺 - 阿波北嶺薬師霊場第1番札所
- 鵜の田尾峠
- 天然温泉御所の郷

## 交通

### 道路
高速道路
- 徳島自動車道
  - 土成インターチェンジ

国道
- 国道318号

都道府県道
- 徳島県道12号鳴門池田線
- 徳島県道139号船戸切幡上板線
- 徳島県道235号宮川内牛島停車場線

## 出身者
- 三木武夫 - 政治家、内閣総理大臣（第66代）